# Stromateus
Stromateus es un género de peces de la familia Stromateidae. Fue descrito por Carlos Linneo en 1758.

## Especies
- Stromateus brasiliensis Fowler, 1906
- Stromateus fiatola Linnaeus, 1758
- Stromateus stellatus Cuvier, 1829